# Schizodactylus minor
Schizodactylus minor je врста инсекта равнокрилца (Orthоpterа) из породице Schizodactylidae. Раширен је на подручју Индијског потконтинента 
око реке Инд на сувом подручју са дубоким наслагама ситног песка и полупуцтињцка вегетацијом. Месождери су који се током данас сакривају по рупама из којих излазе ноћу.. 
S. minor је откривен је и описан 1938, али још недостају многи подаци. Године 2006. до 2009. вршена су испитивања уз реку Инд у Пакистану. Не постоје синоними ни познати народни називи.